# Tero Aarnio
Tero Kalevi Aarnio (ur. 17 kwietnia 1984) – fiński żużlowiec.

## Życiorys
Czterokrotny medalista indywidualnych młodzieżowych mistrzostw Finlandii: dwukrotnie złoty (2004, 2005) oraz dwukrotnie brązowy (2002, 2003). Pięciokrotny medalista indywidualnych mistrzostw Finlandii: srebrny (2010) oraz czterokrotnie brązowy (2004, 2005, 2011, 2013). Złoty medalista mistrzostw Finlandii par (2005). Finalista mistrzostw Europy par (Terenzano 2007 – IV miejsce). Wielokrotny reprezentant Finlandii w eliminacjach drużynowego pucharu świata. W polskiej lidze żużlowej reprezentował kluby: Wanda Kraków (2019), Kolejarz Opole (2020), PSŻ Poznań (2021), Unia Tarnów (2022). .

## Przynależność klubowa
Polska
- Wanda Kraków (2019)
- PSŻ Poznań (2021)
- Unia Tarnów (2022–)